# Yasab
Yasab är en ort i Azerbajdzjan.   Den ligger i distriktet Qusar Rayonu, i den nordöstra delen av landet, 180 km nordväst om huvudstaden Baku. Yasab ligger 783 meter över havet och antalet invånare är 1 838.
Terrängen runt Yasab är huvudsakligen kuperad, men den allra närmaste omgivningen är platt. Närmaste större samhälle är Qusar, 11,6 km sydost om Yasab. 
Trakten runt Yasab består till största delen av jordbruksmark. Runt Yasab är det ganska glesbefolkat, med 48 invånare per kvadratkilometer.